# Gunparade March
Gunparade March (ガンパレード・マーチ?, Ganparēdo Māchi) è un videogioco giapponese pubblicato nel 2000 dalla Sony Computer Entertainment per PlayStation. Nel 2001 è stato investito del Premio Seiun.
Dal videogioco è stato tratto un manga scritto da Hiroyuki Sanadura e pubblicato sulla rivista Dengeki Daioh. L'opera è stata successivamente raccolta in tre volumi pubblicati da Media Works. All'adattamento cartaceo è seguito una serie animata, intitolata Gunparade March: The New March (ガンパレード・マーチ 〜新たなる行軍歌〜?, Ganparēdo Māchi: Aratanaru Kōgunka), prodotta da J.C.Staff e trasmessa su MBS dal 6 febbraio al 23 aprile del 2003 e nel 2004 seguito Gunparade March orchestra

## Accoglienza
Lo scrittore Jason Thompson ha criticato il primo volume del manga, sia per l'umorismo «giovanile» a sfondo sessuale che per i personaggi, giudicati «piatti» ed eccessivamente stereotipati, apprezzando però la svolta drammatica ed introspettiva degli ultimi capitoli: «Nonostante l'eccesso di personaggi poco riconoscibili e molte sotto-trame lasciate irrisolte, nel complesso è un manga apprezzabile». Di parere analogo si è dimostrata la rivista Famitsū, che ha assegnato al gioco 31 punti su 40.

## Doppiaggio
| Personaggio            | Doppiatore originale |
| ---------------------- | -------------------- |
| Mai Shibamura          | Akemi Okamura        |
| Atsushi Hayami         | Akira Ishida         |
| Yohei Takigawa         | Akio Suyama          |
| Maki Tanabe            | Chiaki Maeda         |
| Motoko Hara            | Emi Shinohara        |
| Takayuki Setoguchi     | Hideyuki Umezu       |
| Matsuri Kato           | Junko Noda           |
| Mio Mibuya             | Junko Sakuma         |
| Keigo Tohsaka          | Kouichi Kuriyama     |
| Nonomi Higashihara     | Mayumi Yoshida       |
| Tadataka Zengyou       | Shouto Kashii        |
| Seika Mori             | Tomoe Hanba          |
| Narratore              | Eiko Yasunaga        |
| Hisaomi Sakaue         | Keiichi Sonobe       |
| Fidanzata di Setoguchi | Mamiko Noto          |
| Sarasa Wichita         | Mariko Suzuki        |
| Haruka Yoshino         | Miki Inoue           |
| Ginga Kurusu           | Tomoyuki Shimura     |
| Yasumitsu Wakamiya     | Yoshihisa Kawahara   |